# Sergei Shumilin
Sergei Ivanovich Shumilin (tiếng Nga: Серге́й Иванович Шумилин; sinh ngày 21 tháng 2 năm 1990) là một cầu thủ bóng đá người Nga. Anh thi đấu cho FC Tyumen.

## Sự nghiệp
Shumilin khởi đầu sự nghiệp cùng với P.F.K. CSKA Moskva và gia nhập FC Sibir Novosibirsk theo dạng cho mượn vào tháng 1 năm 2009, sau khi trở lại CSKA. Vào tháng 12 năm 2009 anh ra mắt tại Independent States Cup ở Commonwealth.
Vào tháng 4 năm 2010 anh gia nhập câu lạc bộ Latvian Virsliga FK Ventspils. Vào tháng 9 năm 2010 anh được cho mượn đến FC Kryvbas Kryvyi Rih, nhưng vào tháng 2 năm 2011 anh trở lại FK Ventspils. Vào tháng 3 anh được giải phóng.

## Sự nghiệp quốc tế
Anh từng là thành viên của U-19 Nga Đội tuyển quốc gia và có màn ra mắt vào ngày 17 tháng 10 năm 2008 trong vòng loại Giải bóng đá U-19 vô địch châu Âu